# مرجان میزی هزارتو
مرجان میزی هزارتو (نام علمی: Acropora millepora) نام یک گونه از سرده مرجان میزی است.